# Гузеева, Валентина Трофимовна
Валентина Трофимовна Гузеева (14(27) ноября 1911 — 14 марта 1992) — советский краевед, историк-архивист.

## Биография
Родилась 14(27) ноября 1911 года в посёлке Кос-Истек (сейчас в составе Казахстана). В Оренбурге окончила педагогический техникум и сельскохозяйственный институт, затем — Высшую партийную школу при ЦК КПСС (заочно).
В 1935 году переехала в Новосибирск, в котором более 30 лет занималась партийной работой. С 1960 по 1971 год была заведующей партийного архива Новосибирского обкома КПСС.
В 1964—1965 годах совместно с библиографом Я. Г. Ханинсоном готовила сборник документальных материалов «Ленинская „Искра“ о Сибири», опубликованный в 1970 году в Новосибирске. Благодаря данной работе у Гузеевой возникла идея создать серию из очерков и статей о сибирском рабочем и социал-демократическом движении.
Занималась исследованиями на тему Сибири в архивах Москвы и Ленинграда. В 1970—1980-х годах вышло свыше 90 статей и очерков о героях её изысканий.
В 1970-х годах занималась сбором информации о семье Шамшиных, в результате чего в 1983 году была опубликована её работа «Семья Шамшиных» (Политиздат, 1983), в 1989 году также изданная в Новосибирске.
В ряде своих произведений 1988—1990 годов уделяет внимание репресированным советским деятелям Западно-Сибирского края; в «Советской Сибири» появляются материалы Гузеевой о Ф. П. Грядинском, Р. И. Эйхе, П. Я. Гордиенко, И. М. Миллере и т. д.
На протяжении многих лет работала над изданиями о Новосибирске и Сибири в целом. В Государственном архиве Новосибирской области хранится крупное собрание Валентины Гузеевой: дополненные подготовительными материалами рукописи, её переписка с потомками сибирских революционных деятелей, фотографии и фотодокументы.
Похоронена на Заельцовском кладбище Новосибирска (квартал 6).